# 小野関舞
小野関 舞（おのぜき まい・1989年7月16日 - ）は、東京都出身の日本のタレント、モデル、レースクイーンである。
ネットアージュ所属。愛称は「まいしゃん」「ぜっきー」など。

## 人物
- 趣味はドライブ、部屋の模様替え。特技は水泳、バレーボール。
- 好きな芸能人は中島美嘉。
- 好きな色は赤、黒、白。
- 弟が1人いる[1]。

## レースクイーン
- SUPER GT「RE雨宮レーシング」M7レディ（2010年）
- D1グランプリ「Team ORANGE ギャルズ」（2009年、2011年）
- SUPER GT「apr MODA KURCO GAL」（2012年）
- SUPER GT「Hitotsuyama Racing」Alii Angel（2013年）
- スーパー耐久「PETRONAS TWSプリンセス」（2013年）

## 出演

### テレビ番組
- パパとムスメの7日間（TBS）
- ガリレオ（フジテレビ）
- 踊る!さんま御殿!!（日本テレビ）
- おいしいごはん（テレビ朝日）
- くりぃむナントカ（テレビ朝日）
- ズバリ言うわよ!（TBS）
- メイちゃんの執事（フジテレビ）

### 雑誌
- Popteen（角川春樹事務所）
- mr.Bike（モーターマガジン社）
- TOKYO一週間（講談社）
- PINKY（集英社）
- るるぶ（JTBパブリッシング）

### イベント
- 東京ゲームショウ「KONAMIブース」（2008年より2013年まで5年連続参加）
- 東京オートサロン
  - 「HANKOOKブース」（2010年）
  - 「KUMHOブース」（2012年）
  - 「TRIANGLE TYREブース」（2013年）

## 関連人物
- 山内智恵 - 現：株式会社スプリング代表取締役社長。2010年のM7レディで共演。
- 岡咲翔子 - イー・スマイル所属のレースクイーン。2013年のTWSプリンセスで共演。